# Darney-aux-Chênes
Darney-aux-Chênes là một xã ở tỉnh Vosges, vùng Grand Est, Pháp. Xã này có diện tích 2,44 km² dân số năm 1999 là 48 người. Xã này nằm ở khu vực có độ cao từ 319–415 m trên mực nước biển. 
Người dân địa phương danh xưng tiếng Pháp là Darnéens.

## Biến động dân số
| 1962                                         | 1968 | 1975 | 1982 | 1990 | 1999 |
| -------------------------------------------- | ---- | ---- | ---- | ---- | ---- |
| 48                                           | 57   | 56   | 51   | 55   | 48   |
| Số liệu từ năm 1962: Dân số không tính trùng |      |      |      |      |      |